# Američka horor priča: Cirkus nakaza
Američka horor priča: Cirkus nakaza četvrta je sezona FX-ove američke serije Američka horor priča. Premijera sezone bila je 8.listopada 2014.
Ova sezona smještena je u Jupiteru, Floridi 1952. godine, te se vrti oko jednog od posljednjih cirkusa nakaza u Americi koji se bori za opstanak.
Ovo je prva sezona koja nije striktno antologijska zbog pojavljivanja likova iz druge sezone serijala Američka horor priča: Ludnica. Značajniji glumci iz prijašnjih sezona koji se pojavljuju u četvrtoj sezoni su: Jessica Lange, Evan Peters, Denis O'Hare, Frances Conroy, Jamie Brewer, Lily Rabe, Sarah Paulson, Naomi Grossman, Emma Roberts, Kathy Bates, Angela Bassett, Gabourey Sidibe, Danny Huston i Grace Gummer. 

## Sažetak
Četvrta sezona serije započinje svoju priču u mirnom, sanjivom seocetu po imenu Jupiter na Floridi. Godina je 1952. Čudnovata skupina upravo je stigla u grad, što se poklopilo s neobičnom pojavom mračnog stvorenja koje ugrožava kako živote stanovnika tog gradića tako i nakaze. Ovo je priča o izvođačima i njihovu očajničkom putu preživljavanja u američkom svijetu cirkusa koji polako izumire.      

## Uloge

### Glavne uloge
- Sarah Paulson kao Bette i Dot Tattler (12 epizoda)[3][4][5]
- Evan Peters kao Jimmy Darling  (13 epizoda)[3][4][5]
- Michael Chiklis kao Dell Toledo (9 epizoda)[3][4][5]
- Frances Conroy kao Gloria Mott (8 epizoda)[5]
- Denis O'Hare kao Stanley (10 epizoda)[3][4][5]
- Emma Roberts kao Maggie Esmerelda (10 epizoda),[3][4][5]
- Finn Wittrock kao Dandy Mott (12 epizoda)[3][4][5]
- Angela Bassett kao Desiree Dupree (11 epizoda)[3][4][5]
- Kathy Bates kao Ethel Darling (10 epizoda)[3][4][5]
- Jessica Lange kao Elsa Mars (13 epizoda)[3][4][5]

### Gostojuće uloge
- Cecilia Weston kao Lillian Hemmings (5 epizoda)
- Wes Bentley kao Edward Mondrake (3 epizode)
- Gabourey Sidibe kao Regina Ross (3 epizode)
- Danny Huston kao Massimo Dolcefino (3 epizode)
- Neil Patrick Harris kao Chester Creb (2 epizode)
- Matt Bomer kao Andy (1 epizoda)
- Lilly Rabe kao  sestra Mary Eunice (1 epizoda)
- John Cromwell kao dr.Hans Gruper/Arthur Arden (1 epizoda)

### Sporedni likovi
- Erika Ervin kao Amazon Eve (13 epizoda)
- Mat Fraser kao Paul the Illustrated Seal (13 epizoda)
- Jyoti Amge kao Ma Petite (12 epizoda)
- Rose Siggins kao Legless Suzi (12 epizoda)
- Naomi Grossman kao Pepper (10 epizoda)
- Christopher Neiman kao Salty (9 epizoda)
- Drew Rin Varick kao Toulouse (9 epizoda)
- Grace Gummer kao Penny (6 epizoda)
- John Caroll Lynch kao Twisty the Clown (5 epizoda)
- Major Dodson kao Corey Bachman (4 epizode)
- Skyler Samuels kao Bonnie Lipton (4 epizode)
- Patti LaBelle kao Dora (4 epizode)
- P.J.Marshall kao detektiv Colquitt (4 epizode)
- Chrissy Metz kao Barbara/Ima Wiggles (4 epizode)
- Gabourey Sidibe kao Regina Ross (3 epizode)
- Lee Tergesen kao Vince (3 epizode)
- Ben Woolf kao Meep (3 epizode)
- Malcolm - Jamal Warner kao Angus T. Jefferson (3 epizode)
- Jerry Leggio kao dr. Bonham (2 epizode)
- Jamie Brewer kao Marjorie (2 epizode)
- Angela Sarafyan kao Alice (2 epizode)
- Shauna Rappold kao Lucy Creb (2 epizode)

## Epizode
| Br. u seriji | Br. u sezoni | Naslov                      | Redatelj            | Scenarist(i)               | Originalno emitiranje |
| --- | ------------ | --------------------------- | ------------------- | -------------------------- | --------------------- |
| 39 | 1            | "Monsters Among Us"         | Ryan Murphy         | Ryan Murphy i Brad Falchuk | 8. listopad 2014.     |
| Sijamske blizankinje Bette i Dot Tattler odvedene su u bolnicu nakon što je u njihovoj kući pronađen ozlijeđen dostavljač mlijeka i njihova mrtva majka. Vijest se počme širiti o postojanju blizankinja koje dijele isto tijelo, što dovodi voditeljicu lokalnog cirkusa nakaza Elsu Mars u posjet blizankinjama kako bi ih pridružila svojim nakazama. Iako skeptično, blizankinje ipak prihvate Elsinu ponudu i sele se u Elsin "cirkuski kamp", u kojemu se nalaze Jimmy Darling - mladić s rukama jastoga i njegova majka Ethel Darling - bradata gospođa. Jimmy zarađuje novac seksualno zadovoljavajući djevojke svojim abnormalno dugačkim prstima. U međuvremenu, Twisty, klaun ubojica, ubija dečka jedne tinejdžerice i roditelje jednog dječaka, a djevojku i dječaka zarobi u svoj stari autobus. Twisty se kasnije neopaženo pojavljuje unutar kampa cirkusa nakaza. Kada se pojavi detektiv kako bi uhitio Bette i Dott zbog ubojstva njihove majke, Jimmy prereže grkljan detektivu jer ga je ovaj vrijeđao izrazom "nakaza". Nakon izvedbe prvog showa s Bette i Dot, dvoje gledatelja iz publike (koji su ujedino i jedini gledatelji), Dandy Mott i njegova majka Gloria, pokušavaju od Else kupiti Bette i Dot za 15000$, Elsa i blizankinje odbijaju jednoglasno. Elsa kadnije priznaje Ethel da blizankinje nije dovela kako bi spasila show, već kako bi više ljudi dolazilo i gledalo njezine nastupe, te kako bi postala zvijezda. Pripremajući se za spavanje, otkriveno je da je Elsa bez nogu ispod koljena. |              |                             |                     |                            |                       |
| 40 | 2            | "Massacres and Matinees"    | Alfonso Gomez-Rejon | Tim Minear                 | 15. listopad 2014.    |
| Policija dolazi u cirkus kako bi istražila nestanak detektiva, te da informiraju Elsu kako je na snazi policijski sat u Jupiteru zbog ubojstava u okolici. Za to vrijeme snagator Dell Toledo, koji je također i Jimmyjev otac, i njegova žena Desiree dolaze Elsu tražiti posao. Elsa Dell Toleda učini glavnim zaštitarom, ali kasnije se kaje zbog toga što se on ne slaže s Elsinim pravilima. Snagator kasnije pretuče Jimmyja te podmetne Meepu detektivovu značku zbog koje Meep završava u zatvoru i biva ubijen. Meepovo tijelo policija je dovezla i bacila ispred cirkusa, dok su Jimmy i ostali gledali u tuzi i šoku. U međuvremenu, Dandy je upitao Jimmyja može li se pridružiti njihovom cirkusu, jer ovome je san nastupati na pozornici, ali nakon što Dandy nenamjerno uvrijedi Jimmyja, ovaj ga odbije i istjera. Nakon napadaja bijesa Dandy se vraća kući svojoj majci Gloriji koja mu je unajmila klauna Twistyja kako bi mu podigao raspoloženje. Twisty udari Dandya kad mu je ovaj pokušao proviriti u njegovu torbu. Dandy, odbijajući da izgubi svoga klauna, prati Twistyja u njegov autobus u šumi gdje ovaj drži zatočenog dječaka i djevojku. Pokušavajući pobjeći djevojka presretne Dandyja kojega moli za pomoć, međutim Dandy uzima djevojku i vodi je s Twistyjem zajedno natrag u autobus. |              |                             |                     |                            |                       |
| 41 | 3            | "Edward Mordrake (1.dio)"   | Michael Uppendahl   | James Wong                 | 22. listopad 2014.    |
| Cirkusu se pridružuje novi član, mlada gatara Maggie Esmerelda koja Elsi prorekne svjetlu slavnu budućnost u kojoj će joj uskoro pomoći "visoki tamni stranac". Maggie i njezin partner Stanley odlučni su u namjeri da pronađu i pobiju nakaze kako bi na tim jedinstvenim organima zaradili velike svote novaca. Ethel odlazi liječniku te saznaje kako je u posljednjem stadiju ciroze jetre te da ima još otprilike šest mjeseci pa do godine dana života. Šokirana i uzrujana tom vješću, Ethel se ponovo okreće alkohola i moli Della da pazi na Jimmyja kada ona umre. Dandy postaje opsjednut Twistyjem te se oblači u svoj vlastiti kostim klauna inspiriran Twistyjevom odjećom. Nakon što pokuša ubiti sluškinju Doru, koja se njega ne plaši, Dandy odlazi u Twistyjev autobus u šumi te tamo maltretira otetu djecu. Twisty na noć vještica uhodi obitelj koja ima kćer koja se jako boji klaunova, te otima njezinog starijeg brata tinejdžera. Za to vrijeme cirkusanti odbijaju nastupati na noć vještica zbog praznovjere o engleskoj nakazi iz 1800-ih, Edwardu Mondrakeu koji je pobio svoje kolege iz cirkusa jer ga je na to natjeralo demonsko lice na stražnjem dijelu glave. Svi u Elsinom cirkusu uvjereni i u strahu su da bi se Mondrake mogao pojaviti kao demon, međutim Elsa u to ne vjeruje te počinje vježbati pjesmu za sljedeći nastup. Edward Mondrake pojavljuje se u Elsinom cirkusu, u potrazi za potpunom nakazom koja bi se pridružila njegovoj skupini cirkusanata u paklu. |              |                             |                     |                            |                       |
| 42 | 4            | "Edward Mordrake (2.dio)"   | Howard Deutch       | Jeniffer Salt              | 29. listopad 2014.    |
| U potrazi za novom nakazom koja bi mu se pridužila u njegovoj trupi duhova, Mondrake saznaje događaje iz prošlosti Paula, Legless Suzi i Else. Nakon što mu ispriča svoju mračnu prošlost, Elsa preklinje Edwarda da je povede sa sobom. Edward, u nakani da primi Elsu u svoju trupu najednom začuje glazbu u daljini te odlazi do nje ostavljajuću Elsu netaknutu. U međuvremenu, Jimmy i Maggie prolaze šumskim prečacem kako ih policija ne bi uhitila zbog provođenja vremena vani za vrijeme policijskog sata. Dvojac slučajno naiđe na Twistyjev autobus. Nakon oslobađanja djece i pozivanja policije, Maggie se skriva u šumi dok se Twisty sprema ubiti Jimmyja. Prateći zvuk glazbe u daljini, Mondrake pronalazi Twistyja koji pokušava ubiti Jimmyja, vidjevši Edwarda Jimmy uspije pobjeći, a Twisty Edwardu otkriva svoju prošlost. Twisty je u prošlosti bio maltretiran od strane izvođača iz cirkusu nakaza jer su njega djeca najviše voljela od svih zabavljača. Naposljetku je bio primoren pobjeći jer su ga lažno prijavili zbog maltretiranja djece. Ljudi su ga odbacili i pada u veliku depresiju, te nakon neuspješnog pokušaja samoubojstva još više pokušava pridobiti dječji osmjeh te ih pokušava zabavljati, ali mu više ne uspjeva. Twisty nakon tolikog odbacivanja postaje poremećen te otima djecu koja bi mu bila "publika" i koja bi uživala u njegovim izvedbama. Vidjevši Twistyjevu patnju, Edward ga ubija i uzima ga u svoju trupu mrtvih cirkusanata. Izbezumljeni Dandy uzima Twistyjevu masku te se vraća kući i ubije Doru, nastavljajući Twistyjev ubojiti put. Nakon saznanja da je Twisty mrtav, grad odahne, policijski sat je ukinut, te ljudi dolaze u posjet Elsinom cirkusu kako bi zahvalili Jimmyju što je spasio njihovu djecu. Ljudi počinju prihvaćati nakaze kao normalne ljude, ushićena Elsa najavi veliki nastup za koji su sve karte rasprodane u trenu. Na vratima cirkusa pojavljuje se Stanley, praveći se da je agent iz Hollywooda zatraži jednu kartu za gledanje nastupa. |              |                             |                     |                            |                       |
| 43 | 5            | "Pink Cupcakes"             | Michael Uppendahl   | Jessica Sharzer            | 5. studeni 2014.      |
| Stanley pokušava otrovati Bette i Dot sa svojim ružičastim kolačima, međutim plan mu ne uspije. Pribiližava se Elsi obećavajući joj svjetlu i slavnu budućnost na televiziji u Hollywoodu. Elsa je protiv pojavljivanja na televiziji, ali nakon što je publika izvižda na jednome od nastupa, počinje razmatrati tu opciju. U strahu da će mu Stanley nešto učiniti, Maggie pokušava nagovoriti Jimmyja da napusti trupu. On je pokušava poljubiti međutim ona ga odgurne. Nitko ne može pronaći Della pa Jimmy odlazi do njegove prikolice. Tamo zatekne pijanu Desiree, koju nakon kratkog razgovora Jimmy je započne zadovoljavati rukama. Desiree najednom vrišti zbog krvarenja iz vagine. Ethel je vodi doktoru koji joj priopći da je pobacila, te je također obavijesti da je ona 100 % žena, te da joj može napraviti operaciju da izgleda kao svaka normalna žena. Dandy posjećuje gay bar u lovu na sljedeću žrtvu. Dell također dolazi u gay bar posjećujući svoga ljubavnika Andyja (Matt Bomer), njih dvoje se posvađaju i Dell odlazi. Dandy pronalazi Andyja i zajedno odlaze u Twistyjev autobus gdje ga Dandy ubije. Gloria prima poziv Dorine kćeri Regine Ross (Gabourey Sidibe), koja želi razgovarati sa svojom majkom. Gloria joj laže govoreći joj kako joj majka neće biti dostupna par mjeseci zboga velikog posla. Desiree informira Della kako ona može rađati djecu i da je ona 100% žena te da zna kako je on Jimmyjev otac. Desiree ga napušta i odlazi u Ethelinu prikolicu. Nakon saznanja o Desireeinoj mogućoj operaciji, Dell posjećuje liječnika i polomi mu sve prste kako ne bi mogao operirati. Elsa vidi Stanleya kako blizankinje vodi na piknik, što je čini ljutom i ljubomornom. Kasnije, Elsa blizankinjama laže kako ih vodi u shopping, međutim ona ih vodi u Dandyjevu vilu. |              |                             |                     |                            |                       |
| 44 | 6            | "Bullseye"                  | Howard Deutch       | John J. Gray               | 12. studeni 2014.     |
| Elsa vježba gađanje rotirajućeg kola i priprema se za svoju nadolazeću TV emisiju. Nakon ljubovanja s Paulom, Elsa postaje ljubomorna na njegovu aferu sa Penny (Grace Gummer) njoj iza leđa. U noći Elsine rođendanske zabave Elsa doznaje da su njezina čudovišta postala sumnjičava u tome da ona ima svoje prste u nestanku Bette i Dott. Elsa ih podsjeća kako nijedno od njih ne bi bilo ovdje da nije bilo nje, te kako bi joj trebali biti zahvalni. Kako bi dokazali svoju odanost, Elsa zahtjeva da se jedan od nakaza zaveže za rotirajuće kolo, Paul se dobrovoljno javi, i nakon dva promašaja Elsa ga pogodi u trbuh praveći se da je slučajno te odbija pozvati hitnu pomoć. U Dandyjevoj vili, Dandy izjavljuje ljubav Bette i Dott, te Gloriju obavještava kako se želi oženiti sestrama. Dot saznaje kako su jedni sijamski blizanci uspješno razdvojeni, i zna kako Dandy posjeduje novac za takvu operaciju. Stanley stvara pritisak nad Maggie i želi da ona dovede Jimmyja u kolibu da ga ovaj ubije. Međutim ona mu predloži da će najlakše moći ubiti Ma Petite. Nakon što Maggie dovede Ma Petite u kolibu gdje bi je trebela ubiti, Maggie ipak nebi mogla živjeti s time i ne učini to. Ona preklinje Jimmyja da napusti grad odmah, međutim Stanley joj se obrati ljutito rečući joj da trebaju Jimmyjeve ruke bez obzira na sve. Dandy upita Better i Dot da s njime podjele svoje tajne, on njima otkrije kako je on taj koji je spasio djecu od klauna Twistyja. Dot mu odbije otkriti tajnu, te Dandyja nazove lažljivčem. Dandy kasnije pročita Dotin dnevnik i o samom sebi otkriva kako on zapravo ne može istinski osjećati ljubav. Uvjerava Gloriu kako je njegova uloga na zemlji donositi smrt. Začuje se zvono na vratima vile, to je Jimmy, Dandy ga poziva u kuću. |              |                             |                     |                            |                       |
| 45 | 7            | "Test of Strength"          | Anthony Hemingway   | Crystal Liu                | 19. studeni 2014.     |
| 46 | 8            | "Blood Bath"                | Bradley Buecker     | Ryan Murphy                | 3. prosinac 2014.     |
| 47 | 9            | "Tupperware Party Massacre" | Loni Peristere      | Brad Falchuk               | 10. prosinac 2014.    |
| 48 | 10           | "Orphans"                   | Bradley Buecker     | James Wong                 | 17. prosinac 2014.    |
| 49 | 11           | "Magical Thinking"          | Michael Goi         | Jeniffer Salt              | 7. siječnja 2015.     |
| 50 | 12           | "Show Stoppers"             | Loni Peristere      | Jessica Sharzer            | 14. siječnja 2015.    |
| 51 | 13           | "Curtain Call"              | Bradley Buecker     | John J. Gray               | 21. siječnja 2015.    |

## Marketing
13.srpnja 2014. u javnost je pušten video pod nazivom "Fallen Angel", za kojega su mnoge internetske stranice tvrdile da je službeni trailer Cirkusa nakaza. Za video koji je sadržavao ime serije American Horror Story: Freakshow se utvrdilo da je uradak obožavatelja. Prije ovoga FX nije objavio niti jedan trailer četvrte sezone. Prvi službeni trailer pušten je 20.kolovoza 2014. pod nazivom "Admit One".
(Teaseri četvrte sezone: "Admit One", "Lick", "Spotlight", "Caged", "Head To Toe", "Twisted", "Open Wide", "Sword", "Carousel-produženi teaser".)
Kao i u prijašnjim sezonama FX pušta teasere na svojoj YouTube stanici. FX također za marketing serije koristi i "hashtag" #WirSindAlleFreaks, što s njemačkog prevodimo kao "Svi smo mi frikovi."